# الأمير السعيد وقصص أخرى
الأمير السعيد وقصص أخرى (بالإنجليزية: The Happy Prince and Other Tales)‏ هي مجموعة من قصص الأطفال بقلم أوسكار وايلد نشرت في مايو 1888. ويحتوي على خمس قصص هي «الأمير السعيد» و«العندليب والوردة»، «العملاق الأناني» و«الصديق الوفي»، و«الصاروخ الرائع». ومن أكثر هذه القصص شهرة هي الموجودة في العنوان وهي «الأمير السعيد».